# Ariyike Akinbobola
Ariyike Akinbobola, née Ariyike Lawal-Akinbobola, le 25 avril 1982 à  Lagos au Nigeria, est une présentatrice de télévision nigériane, animatrice de talk-show, mannequin, blogueuse, juriste de formation et actrice occasionnelle. Depuis 2011, elle travaille en tant que productrice associée et présentatrice de télévision sur la chaîne Spice tv (en) : elle présente le programme phare de Spice Tv On the Couch,. De plus, elle produit et présente l'actualité de la mode et présente d'autres émissions de télévision, telles que Sugar and Spice, Urban Spice, Instant Beauty Queen et Project Swan. Elle présente aussi actuellement le spectacle Spice Toys.

## Biographie
Ariyike Akinbobola nait le 25 avril 1982 à l' hôpital Saint-Nicolas à Lagos, au Nigeria. Elle est la cinquième d'une famille de six enfants, fille de Mojeed Adewale et Ladun Lawal (née Ojutalayo). Elle est descendante du peuple Yoruba. Son père, Mojeed Adewale, étudie l'économie à l'université Obafemi Awolowo d'Ile-Ife. Il devient fonctionnaire du gouvernement fédéral du Nigeria et travaille dans plusieurs ministères, prenant sa retraite en tant que directeur du budget financier au ministère fédéral des Finances. Sa mère, Ladun Lawal, est une chef du peuple Yoruba, portant le titre de Yeye-oba de Iyanfoworogi-Ife : pharmacienne, elle dirige une société pharmaceutique à Ile-Ife et une succursale dans l’état de Lagos.
Après sa scolarité au Queen's College de Lagos (en), elle étudie le droit à l'université de Lagos. Elle obtient son bachelor of Laws, en 2006, puis intègre l'école de droit nigériane. Elle est ensuite diplômée de l'institut nigérian de Management. En 2011, après avoir pratiqué le droit durant quelques années, elle est diplômée en présentation télévisée de l'académie des médias, films et télévision de Londres.

## Source de la traduction
- (en) Cet article est partiellement ou en totalité issu de l’article de Wikipédia en anglais intitulé « Ariyike Akinbobola » (voir la liste des auteurs).